# Stein Cascavel
O Stein Cascavel Futsal é um clube de futsal feminino brasileiro da cidade de Cascavel, no estado do Paraná. Fundado em 2 de dezembro de 2019, está entre as principais equipes da modalidade no Brasil.

## História
O Stein Cascavel Futsal foi fundado em 2 de dezembro de 2019 na cidade de Cascavel, no oeste do Paraná. Fundado pelo Instituto Stein, mantenedor da equipe, o clube investiu em gestão de longo prazo, incluindo parcerias estáveis com comissão técnica e elenco feminino.
Nos seus primeiros anos, o Stein rapidamente se destacou no cenário estadual e nacional. Em 2021, conquistou seu primeiro título estadual e a Copa do Brasil. Já em 2022, o clube ampliou seu sucesso ao vencer a Taça Brasil, em campanha invicta, com 31 gols marcados e somente um sofrido. Ainda naquele ano, sagrou-se campeão também da Liga Feminina de Futsal e da inaugural Copa Mundo de Futsal Feminino, realizado em Paranaguá.
Em 2023, o clube reforçou seu domínio: tornou-se bicampeão da Liga Feminina, venceu a Supercopa do Brasil, repetiu o título da Copa Mundo do Futsal Feminino e foi campeão da Libertadores de Futsal Feminino. O desempenho trouxe reconhecimento internacional, com o Stein sendo eleito a melhor equipe de futsal feminino do mundo na temporada pela Futsal Planet.
Em 2024, o Stein manteve o alto nível ao defender o título da Libertadores com vitória por 5 a 0 na final contra o Racing Club, da Argentina. No mesmo período, conquistou novamente a Copa Mundo de Futsal Feminino, seu terceiro título consecutivo da competição. No cenário estadual, o clube garantiu o tetracampeonato estadual ao vencer o Marechal na prorrogação.

## Títulos
| INTERNACIONAIS               | INTERNACIONAIS | INTERNACIONAIS          |
| Competição                   | Títulos        | Temporadas              |
| ---------------------------- | -------------- | ----------------------- |
| Copa Libertadores da América | 2              | 2023 e 2024             |
| Copa Mundo                   | 3              | 2022, 2023 e 2024       |
| NACIONAIS                    |                |                         |
| Competição                   | Títulos        | Temporadas              |
| Liga Feminina de Futsal      | 2              | 2022 e 2023             |
| Taça Brasil                  | 1              | 2022                    |
| Copa do Brasil               | 1              | 2021                    |
| Supercopa                    | 2              | 2023 e 2024             |
| ESTADUAIS                    |                |                         |
| Competição                   | Títulos        | Temporadas              |
| Campeonato Paranaense        | 4              | 2021, 2022, 2023 e 2024 |

Categorias de Base
- Copa Penalty Sub-20: 2024.[13]